# Ernst Anders (Maler)
Ernst Anders (* 26. März 1845 in Magdeburg; † Oktober 1911 in Mölln) war ein deutscher Porträt- und Genremaler.

## Leben
Ernst Anders studierte 1860 bis 1863 in Düsseldorf als Privatschüler des Kupferstechers Ludwig Heitland und von Andreas Müller sowie seit Herbst 1863 an der Akademie in Düsseldorf bei Carl Müller, Rudolf Wiegmann, Heinrich Mücke und in den Malklassen von Carl Ferdinand Sohn und Julius Roeting. Ab Januar 1868 war er bis 1872 Privatschüler bei Wilhelm Sohn. Anschließend betätigte er sich vorwiegend als Genremaler, verdiente seinen Lebensunterhalt jedoch weitgehend mit Porträtaufträgen. Bildnisse von seiner Hand verwahrt das Stadtmuseum Düsseldorf (Carl Maria Seyppel, Kohlezeichnung) und der Künstlerverein Malkasten (Johann Baptist Sonderland 1870), dessen Mitglied er war, sowie das Kölnische Stadtmuseum (Major von Gemmingen-Hornberg, 1892).

## Werke (Auswahl)
- Am Kamin
- Die Genesende
- Schach der Königin

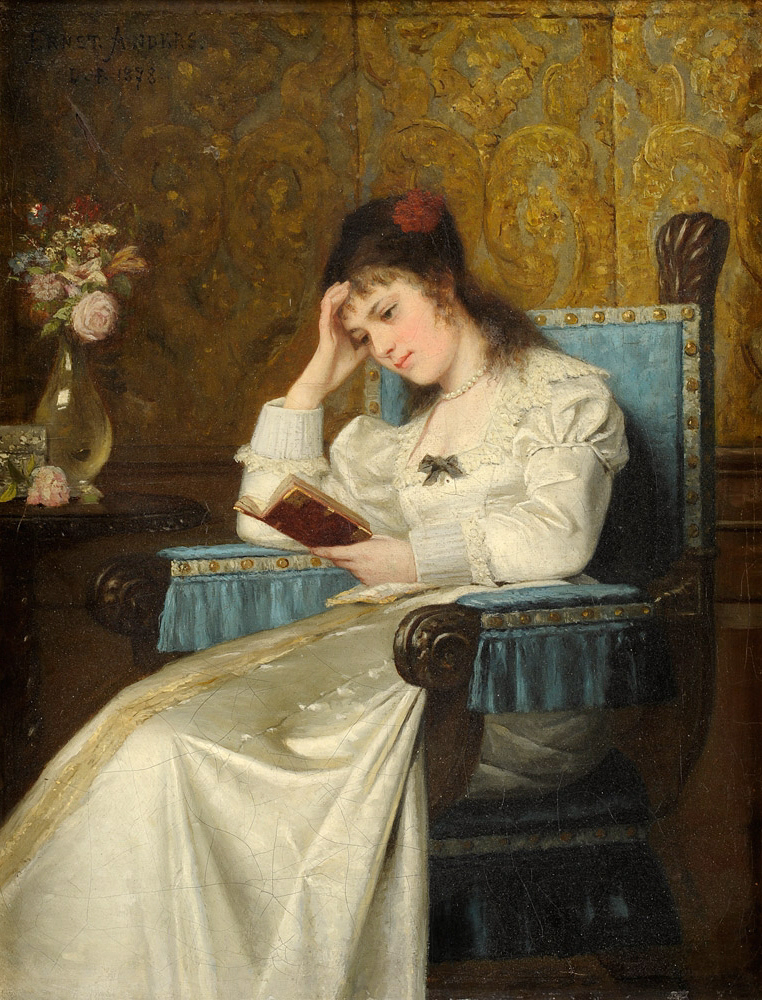
Ein stiller Moment (1878)

- Die Witwe (an der Wiege ihres Kindes)
- Bildnis Berta K. (1862)
- Mutterglück (1876)
- Eine Frage
- Ein stiller Moment, 1878
- Lesendes junges Mädchen (1879)
- Bildnis eines Mädchens im Matrosenanzug (1887)
- Junge Dame am Fenster[1]